# 西畴酸脚杆
西畴酸脚杆（学名：Medinilla fengii）为野牡丹科酸脚杆属下的一个种。

## 扩展阅读
- 維基物種上的相關：西畴酸脚杆